# Chrysolina caerulans
Chrysolina caerulans är en skalbaggsart som först beskrevs av Scriba 1791.  Chrysolina caerulans ingår i släktet Chrysolina, och familjen bladbaggar. Arten har ej påträffats i Sverige.